# 石兜水库
石兜水库是中国福建省厦门市集美区坂头防护林场境内的一座水库，建于1959年。水库正常库容为6152万立方米，集雨面积为59平方千米，海拔为48.5米。